# Alejandra Labastida
Alejandra Labastida Escalante (Ciudad de México, 1979) es una historiadora, escritora y curadora de arte mexicana. Ganadora del Akbank Sanat International Curatorial Competition en Estambul y autora del relato Los infinitamente pequeños, publicada en 2020. Desde 2008, es curadora asociada del Museo Universitario Arte Contemporáneo (MUAC) de la Universidad Nacional Autónoma de México (UNAM) y fue comisaria asistente en el Pabellón de México en la 54.ª Bienal de Venecia.

## Trayectoria
Es licenciada en Historia por la Universidad Iberoamericana y tiene una maestría en Historia del Arte por la UNAM. Ha realizado publicaciones en varios catálogos y revistas de arte contemporáneo. Desde 2008, trabaja en el departamento curatorial del MUAC en Ciudad de México.
En 2014, fue cocuradora de la exposición Teoría del color sobre cómo opera el racismo y cómo está condicionada la mirada de la sociedad frente a este fenómeno. En 2018, colaboró como comisaria de la muestra #NoMeCansaré, centrada en las prácticas estéticas ligadas a procesos sociales de movilización, reclamo e insistencia política en México. En 2020, publicó el relato ilustrado Los infinitamente pequeños que utiliza conceptos científicos y filosóficos para dilucidar los pasajes por la vida y la muerte.

## Premios
Alejandra Labastida ha sido reconocida a nivel internacional por su labor como curadora artística de muestras expositivas con distinciones como:
- Akbank Sanat International Curatorial Competition, 2012[3]
- ICI/SAHA Research Award, 2013.[7]

## Obra

### Literatura
- Los infinitamente pequeños, 2020[4]

### Curaduría
- Teresa Margolles: Sutura, 2020[8]
- #NoMeCansaré, 2018[6]
- Chto delat. Cuando pensábamos que teníamos todas las respuestas la vida cambió las preguntas, 2017[9]
- Teoría del color, 2014[5]
- Ergo, materia, Arte Povera, 2010[10]